# Пёстрый аргентинский тиранн
Пёстрый аргентинский тиранн (лат. Empidonomus varius) — птица из семейства Тиранновые. Единственный вид в роде Empidonomus Cabanis et Heine, 1860.

## Описание
Обитают в субтропических или тропических низменных лесах. Встречаются в Южной Америке: Аргентина, Боливия, Бразилия, Венесуэла, Гайана, Колумбия, Парагвай, Перу, Суринам, Тринидад и Тобаго, Уругвай, Французская Гвиана, Эквадор.